# Astrid Skei Høsøien
Astrid Skei Høsøien er en norsk håndboldspiller. Hun spillede 81 kampe og scorede 29 mål for Norges håndboldlandshold mellem 1962 og 1971. Hun deltog også under VM 1971 hvor holdet kom på en 7.-plads.